# Nawaz Sharif
Mian Muhammad Nawaz Sharif (urdu: میاں محمد نواز شریف) (født 25. december 1949 i Lahore) er en pakistansk politiker og forretningsmand, der i flere omgange har været landets premierminister.

## Karriere
Han var landets premierminister fra 1990 til 1993 og igen fra 1997 til 1999, hvor han blev styrtet ved et militærkup af Pervez Musharraf.
Nawaz Sharif tiltrådte som premierminister for fjerde gang den 5. juni 2013. Den 28. juli 2017 erklærede Pakistans højesteret ham uegnet til at varetage offentlige embeder som følge af hans indblanding i sagen om Panama-papirerne, og han gik derfor af som premierminister.
Sharif hører til blandt Pakistans rigeste mænd.